# Alexandra-Beatrice Bertalan-Păcuraru
Alexandra Păcuraru (n. 30 iunie 1987, Galați, România) este o jurnalistă română, candidată la alegerile prezidențiale din 2024, din partea a Partidului Alternativa pentru Demnitate Națională (ADN).
A fost prezentatoare de televiziune la TVR 2 in 2013, și la Realitatea TV, între 2014 - 2024, unde a si realizat emisiuni.
În această perioadă, ea a avut mai multe pauze, după nașterea celor cinci copii ai săi. 
A devenit membru al partidului ADN, condus de Cătălin Ivan, în 2018.